# The Works Tour
Tournées par Queen
Hot Space Tour 
 (1982) The Magic Tour 
 (1986)
Le Works Tour était l'avant-dernière tournée du groupe anglais Queen avec leur chanteur Freddie Mercury, et se tint sur deux années, entre 1984 et 1985, pour 48 concerts donnés au total. Il s'agit d'une des plus grandes tournées du groupe, qui vit Queen se produire durant le fameux festival Rock In Rio en 1985, mais également le retour du groupe en Australie après neuf ans d'absence.
La tournée passa notamment par l'Afrique du Sud, alors en plein apartheid, ce qui provoqua l'émoi de la presse européenne et de nombreux groupes anti-Apartheid ainsi que l'inscription du groupe Queen, par les Nations unies, sur une liste noire mentionnant les artistes s'étant produits en Afrique du Sud.

## Liste des morceaux interprétés (Europe et Afrique du Sud)
1. Machines (intro) (May/Taylor)
2. Tear it Up (May)
3. Tie Your Mother Down (May)
4. Under Pressure (Queen/Bowie)
5. Somebody to Love (Mercury)
6. Killer Queen (Mercury)
7. Seven Seas of Rhye (Mercury)
8. Keep Yourself Alive (May)
9. Liar (Mercury)
10. Improvisation
11. It's a Hard Life (Mercury)
12. Dragon Attack (May)
13. Now I'm Here (May)
14. Is This the World We Created...? (May/Mercury)
15. Love of My Life (Mercury)
16. Stone Cold Crazy (Queen)
17. Great King Rat (Mercury)
18. Solo clavier de Spike Edney
19. Solo guitare
20. Brighton Rock (May)
21. Crazy Little Thing Called Love (Mercury)
22. Bohemian Rhapsody (Mercury)

Rappel :
1. Radio Ga Ga (Taylor)

Rappel :
1. I Want to Break Free (Deacon)
2. Jailhouse Rock (Leiber/Stoller)
3. We Will Rock You (May)
4. We Are the Champions (Mercury)
5. God Save the Queen (arr. May)

### Autres chansons
- Staying Power( Mercury) (interprétée environ à la moitié des concerts)
- Saturday Night's Alright for Fighting (John/Taupin)
- Mustapha (Mercury)
- Sheer Heart Attack (Taylor) (à la place de "Jailhouse Rock")
- Not Fade Away (Petty/Hardin) (Londres, 4 septembre 1984)
- Another One Bites The Dust (Deacon) (Londres, 4 septembre 1984)
- Hammer to Fall (May) (Leyde)
- '39 (May) (extrait, Leyde)

## Liste des morceaux interprétés (Amérique du Sud, Australie et Japon)
1. Machines (intro) (May/Taylor)
2. Tear it Up (May)
3. Tie Your Mother Down (May)
4. Under Pressure (Queen/Bowie)
5. Somebody to Love (Mercury)
6. Killer Queen (Mercury)
7. Seven Seas of Rhye (Mercury)
8. Keep Yourself Alive (May)
9. Liar (Mercury)
10. Improvisation
11. It's a Hard Life (Mercury)
12. Dragon Attack (May)
13. Now I'm Here (May)
14. Is This the World We Created...? (May/Mercury)
15. Love of My Life (Mercury)
16. Solo guitare
17. Brighton Rock (May)
18. Another One Bites the Dust (Deacon)
19. Hammer to Fall (May)
20. Crazy Little Thing Called Love (Mercury)
21. Bohemian Rhapsody (Mercury)
22. Radio Ga Ga (Taylor)

Rappel :
1. I Want to Break Free (Deacon)
2. Jailhouse Rock (Leiber/Stoller)
3. We Will Rock You (May)
4. We Are the Champions (Mercury)
5. God Save the Queen (arr. May)

### Autres chansons
- Rock in Rio Blues (improvisation)
- Saturday Night's Alright for Fighting (John/Taupin)
- Mustapha (Mercury)
- Whole Lotta Shakin' Goin' On (Lewis)
- Let Me Out (May) (pendant le solo de guitare)
- My Fairy King (pendant l'improvisation de piano)
- The March of the Black Queen (Mercury) (pendant l'improvisation de piano)

## Dates de la tournée
| Date                 | Ville          | Pays             | Lieu                             | Première partie                                                                     | Spectateurs |
| -------------------- | -------------- | ---------------- | -------------------------------- | ----------------------------------------------------------------------------------- | ----------- |
| Europe               |                |                  |                                  |                                                                                     |             |
| 24 août 1984         | Bruxelles      | Belgique         | Forest National                  | ?                                                                                   | 9000        |
| 28 août 1984         | Dublin         | Irlande          | RDS Simmons Hall                 | General Public                                                                      | 12500       |
| 29 août 1984         | Dublin         | Irlande          | RDS Simmons Hall                 | General Public                                                                      | 12500       |
| 31 août 1984         | Birmingham     | Royaume-Uni      | National Exhibition Centre       | General Public                                                                      | 14500       |
| 1er septembre 1984   | Birmingham     | Royaume-Uni      | National Exhibition Centre       | General Public                                                                      | 14500       |
| 2 septembre 1984     | Birmingham     | Royaume-Uni      | National Exhibition Centre       | General Public                                                                      | 14500       |
| 4 septembre 1984     | Londres        | Royaume-Uni      | Wembley Arena                    | General Public                                                                      | 11000       |
| 5 septembre 1984     | Londres        | Royaume-Uni      | Wembley Arena                    | General Public                                                                      | 11000       |
| 7 septembre 1984     | Londres        | Royaume-Uni      | Wembley Arena                    | General Public                                                                      | 11000       |
| 8 septembre 1984     | Londres        | Royaume-Uni      | Wembley Arena                    | General Public                                                                      | 11000       |
| 11 septembre 1984    | Dortmund       | Allemagne        | Westfalenhalle                   | ?                                                                                   | 16424       |
| 14 septembre 1984    | Milan          | Italie           | Sports Palace                    | ?                                                                                   | 10000       |
| 15 septembre 1984    | Milan          | Italie           | Sports Palace                    | ?                                                                                   | 8000        |
| 16 septembre 1984    | Munich         | Allemagne        | Olympiahalle                     | ?                                                                                   | 12000       |
| 18 septembre 1984    | Paris          | France           | Palais omnisports de Paris-Bercy | ?                                                                                   | 17000       |
| 20 septembre 1984    | Leyde          | Pays-Bas         | Groenoordhallen                  | Airrace                                                                             | 11000       |
| 21 septembre 1984    | Bruxelles      | Belgique         | Forest National                  | Airrace                                                                             | 9000        |
| 22 septembre 1984    | Hanovre        | Allemagne        | Europahalle                      | Airrace                                                                             | 9000        |
| 24 septembre 1984    | Berlin         | Allemagne        | Deutschlandhalle                 | Airrace                                                                             | 11000       |
| 26 septembre 1984    | Francfort      | Allemagne        | Festhalle                        | Airrace                                                                             | 14000       |
| 27 septembre 1984    | Stuttgart      | Allemagne        | Schleyerhalle                    | Airrace                                                                             | 10000       |
| 29 septembre 1984    | Vienne         | Autriche         | Wiener Stadthalle                | Airrace                                                                             | 14100       |
| 30 septembre 1984    | Vienne         | Autriche         | Wiener Stadthalle                | Airrace                                                                             | 14100       |
| Afrique du Sud       |                |                  |                                  |                                                                                     |             |
| 5 octobre 1984       | Sun City       | Afrique du Sud   | Sun City Super Bowl              | ?                                                                                   | 6000        |
| 6 octobre 1984       | Sun City       | Afrique du Sud   | Sun City Super Bowl              | ?                                                                                   | 6000        |
| 7 octobre 1984       | Sun City       | Afrique du Sud   | Sun City Super Bowl              | ?                                                                                   | 6000        |
| 12 octobre 1984      | Sun City       | Afrique du Sud   | Sun City Super Bowl              | ?                                                                                   | 6000        |
| 13 octobre 1984      | Sun City       | Afrique du Sud   | Sun City Super Bowl              | ?                                                                                   | 6000        |
| 14 octobre 1984      | Sun City       | Afrique du Sud   | Sun City Super Bowl              | ?                                                                                   | 6000        |
| 18 octobre 1984      | Sun City       | Afrique du Sud   | Sun City Super Bowl              | ?                                                                                   | 6000        |
| 19 octobre 1984      | Sun City       | Afrique du Sud   | Sun City Super Bowl              | ?                                                                                   | 6000        |
| 20 octobre 1984      | Sun City       | Afrique du Sud   | Sun City Super Bowl              | ?                                                                                   | 6000        |
| Brésil (Rock in Rio) |                |                  |                                  |                                                                                     |             |
| 12 janvier 1985      | Rio de Janeiro | Brésil           | Barra da Tijuca                  | Kid Abelha & Os Abóboras Selvagens, Eduardo Dusek, Lulu Santos, The B-52's, Go Go's | 150000      |
| 19 janvier 1985      | Rio de Janeiro | Brésil           | Barra da Tijuca                  | Kid Abelha & Os Abóboras Selvagens, Eduardo Dusek, Lulu Santos, The B-52's, Go Go's | 150000      |
| Océanie              |                |                  |                                  |                                                                                     |             |
| 13 avril 1985        | Auckland       | Nouvelle-Zélande | Mount Smart Stadium              | The Narcs                                                                           | 35000       |
| 16 avril 1985        | Melbourne      | Australie        | Lexus Centre                     | Sport of Kings                                                                      | 13000       |
| 17 avril 1985        | Melbourne      | Australie        | Lexus Centre                     | Sport of Kings                                                                      | 13000       |
| 19 avril 1985        | Melbourne      | Australie        | Lexus Centre                     | Sport of Kings                                                                      | 13000       |
| 20 avril 1985        | Melbourne      | Australie        | Lexus Centre                     | Sport of Kings                                                                      | 13000       |
| 25 avril 1985        | Sydney         | Australie        | Sydney Entertainment Centre      | ?                                                                                   | 15500       |
| 26 avril 1985        | Sydney         | Australie        | Sydney Entertainment Centre      | ?                                                                                   | 15500       |
| 28 avril 1985        | Sydney         | Australie        | Sydney Entertainment Centre      | ?                                                                                   | 15500       |
| 29 avril 1985        | Sydney         | Australie        | Sydney Entertainment Centre      | ?                                                                                   | 15500       |
| Japon                |                |                  |                                  |                                                                                     |             |
| 8 mai 1985           | Tokyo          | Japon            | Nippon Budokan                   | ?                                                                                   | ?           |
| 9 mai 1985           | Tokyo          | Japon            | Nippon Budokan                   | ?                                                                                   | ?           |
| 11 mai 1985          | Tokyo          | Japon            | Nippon Budokan                   | ?                                                                                   | ?           |
| 13 mai 1985          | Nagoya         | Japon            | Aichi Auditorium                 | ?                                                                                   | ?           |
| 15 mai 1985          | Osaka          | Japon            | Osaka Castle Hall                | ?                                                                                   | ?           |

## Déroulement de la tournée

### Setlist

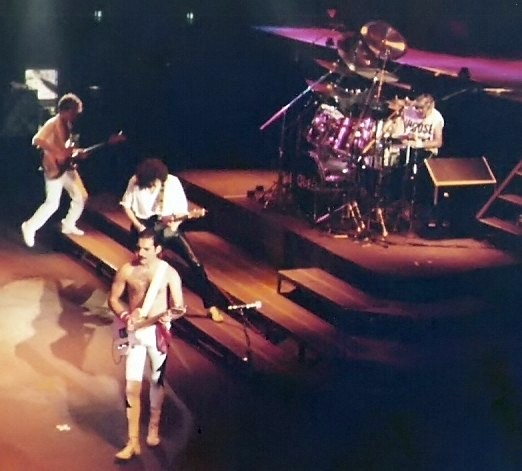
Queen à Francfort en Allemagne en 1984 durant The Works Tour.

Pour la tournée à venir, le groupe répéta pas moins d'une quarantaine de chansons et, pour la première fois depuis 5 ans, Queen se décida à réintégrer des chansons de leurs débuts, comme Seven Seas Of Rhye, Great King Rat, Stone Cold Crazy ou encore Liar. Un concert typique du Works Tour commençait par Machines, suivi de Tear It Up, Tie Your Mother Down, puis suivait une version très courte de Under Pressure. Plusieurs chansons pourtant considérées comme des classiques de leur répertoire et issues des deux précédents albums The Game et Hot Space (dans une moindre mesure) ne furent pas choisies pour faire partie de la setlist, qui fut plutôt articulée autour des nouveaux tubes issus de The Works et des chansons inévitables de chaque tournée, tel que Somebody To Love, Now I'm Here, Killer Queen et bien entendu Bohemian Rhapsody.
Hammer To Fall convenait parfaitement aux stades ; le guitariste Brian May était d'ailleurs rejoint sur scène par Spike Edney en tant que deuxième guitare et pour accentuer le côté Rock de la chanson. Il sera également présent lors de la tournée suivante, The Magic Tour. Les concerts se terminaient par Radio Ga Ga que le public ne manqua pas d'accompagner avec le fameux "clap" des mains qui s'avéra plutôt impressionnant en live, puis suivaient les traditionnels We Will Rock You et We Are the Champions, et, pour finir, God Save the Queen qui était comme à l'accoutumée préenregistrée afin de permettre au quatuor de saluer son public.

### La scène
Tout comme le décor du clip de Radio Ga Ga, le décor de la tournée était largement inspiré du film Metropolis de Fritz Lang. L'emplacement de la batterie était surélevé par rapport au reste de la scène et on y accédait par des escaliers ; des passages étaient aménagés derrière le batteur, puis le fond de la scène était occupé par deux immenses roues dentées actionnées manuellement. Un impressionnant jeu de lumière se trouvait sur les côtés et au-dessus de la scène et la recouvrait entièrement. Des spots jetaient également des éclairs entre les roues dentées.

## Les différents concerts

### Bruxelles
La première date de la tournée le 23 août 1984 voit Queen se produire à Bruxelles, au Forest National. La surprise de ce début de tournée vient du public qui comme un seul homme reprit en rythme le clapement des mains lors de Radio Ga Ga, tout comme dans le clip.
Le concert a été intégralement filmé car le groupe souhaitait se servir de certains extraits pour le clip de leur prochain single, Hammer to Fall. Afin de terminer le tournage du clip, certains spectateurs furent même invités le lendemain.

### Hanovre
Un accident survint lors du concert du 22 septembre 1984 : pendant Hammer to Fall, Freddie Mercury glissa sur les marches de la scène et, en tombant, se déchira à nouveau les ligaments du genou (il avait déjà eu une opération plus tôt dans l'année). Ne pouvant se relever, deux techniciens l'aidèrent à se mettre au piano : le concert fut raccourci et il ne put interpréter que trois chansons supplémentaires avant d'être conduit à l'hôpital. Forcé au repos complet par les médecins, il ne l'entendit pas de cette oreille et fut à nouveau sur scène pour la suite de la tournée. Cette chute perturba quelque peu Brian May qui eut à la fin un peu de mal avec le solo de We Will Rock You.

### Sun City
Durant les années 1980, l'Afrique du Sud était en plein Apartheid. Après plusieurs sollicitations, Queen pensa que c'était le bon moment pour aller s'y produire et acceptèrent l'offre qu'on leur avait faite en juillet 1984 d'aller se produire à Sun City, à la fin de la tournée européenne. Cette décision provoqua l'émoi de la presse européenne et de nombreux groupes anti-Apartheid ; Queen se justifia en déclarant qu'ils étaient un groupe apolitique et ne faisait pas de cas de la problématique raciale. Douze concerts étaient donc programmés pour le mois d'octobre 1984.
Le troisième soir, le 7 octobre 1984, Freddie Mercury eut une extinction de voix un quart d'heure après le début du concert, qui fut cependant mené à son terme et ce malgré l'état de Freddie. Un spécialiste fut dépêché du Royaume-Uni spécialement afin de traiter une laryngite aigüe, qui conseilla bien entendu le repos absolu. Quatre concerts furent annulés et cela coûta très cher à Queen et aux organisateurs. Néanmoins, les six derniers concerts purent avoir lieu.
Une fois rentré en Grande-Bretagne, le groupe eut de sérieux problèmes : en raison de l'Apartheid, l'Union des Musiciens interdisaient formellement à leurs membres de se produire en Afrique du Sud. En bravant cette interdiction, le groupe fut financièrement pénalisé ; ils acceptèrent de payer l'amende à condition que la somme en question aille à une Fondation plutôt que dans les caisses de l'Union. Les Nations unies inscrivirent également Queen sur une liste noire sur laquelle se trouvaient déjà tous les artistes s'étant rendu en Afrique du Sud, ce qui leur interdisait formellement d'y retourner, du moins tant que l'Apartheid continuerait.
Ultérieurement, alors qu'il promeut Outsider, Roger Taylor exprima ses regrets d'avoir joué dans le pays mais dénonce le double standard qui s'applique au groupe en indiquant que plusieurs artistes comme Rod Stewart et Barry Manilow ne furent pas pénalisés par leurs concerts en Afrique du Sud.

### Tokyo
Un des trois concerts donné à Tokyo, celui du 11 mai 1985 fut filmé et sortit en vidéo au Japon, sous le titre We Are the Champions: Final Live in Japan. Le titre ne reflète cependant pas la réalité puisque le groupe donna encore deux concerts supplémentaires au Japon, à Nagoya puis à Osaka.

## Personnel
- John Deacon – basse, guitare rythmique
- Brian May – guitare, chœurs
- Freddie Mercury – chant, piano, guitare rythmique
- Roger Taylor – percussions, chœurs

### Extras
- Spike Edney – claviers, chœurs, guitare rythmique